# Żdżary
Żdżary [pronunciación en polaco: /ˈʐd͡ʐarɨ/] es un pueblo en el distrito administrativo de Gmina Bielawy, dentro del Distrito de Łowicz, Voivodato de Łódź, en Polonia central. Se encuentra aproximadamente 5 kilómetros al oeste de Bielawy, 25 kilómetros al oeste de Łowicz, y 32km al norte de la capital regional, Łódź.